# NGC 2933
NGC 2933 est une galaxie spirale barrée située dans la constellation du Lion. NGC 2933 a été découverte par l'astronome allemand Albert Marth en 1864.

## Caractéristiques
Sa vitesse par rapport au fond diffus cosmologique est de 68,5 ± 4,8 km/s, ce qui correspond à une distance de Hubble de 68,5 ± 4,8 Mpc (∼223 millions d'al).